# Mastersiella spathulata
Mastersiella spathulata är en gräsväxtart som först beskrevs av Neville Stuart Pillans, och fick sitt nu gällande namn av Hans Peter Linder. Mastersiella spathulata ingår i släktet Mastersiella och familjen Restionaceae. Inga underarter finns listade i Catalogue of Life.